# Kerry Williams
Kerry Williams (1972) è una doppiatrice statunitense. È cresciuta nella zona di Tidewater della Virginia e ha lavorato in Florida, in Giappone e in California come ballerina prima di svolgere l'attività di doppiatrice a New York. È famosa soprattutto per essere la doppiatrice di Nami in One Piece.

## Doppiaggio
- Chaotic - Codemaster Amzen
- Dinosaur King - Polly
- Kirby - Tiff
- Ojamajo Doremi
- Ima, soko ni iru boku
- One Piece - Nami
- Pokémon - Casey, Jirachi
- Sonic X - Frances
- Shaman King - Ellie
- Teo and friends
- Ultimate Muscle
- Yu-Gi-Oh! - Rebecca Hawkins
- Yu-Gi-Oh! Capsule Monsters
- Winx Club (doppiaggio di 4Kids) - Flora, Amore